# Nosophora semitritalis
Nosophora semitritalis là một loài bướm đêm trong họ Crambidae.